# Sémantique des rôles inférentiels
 (octobre 2020).
La sémantique des rôles inférentiels (également sémantique des rôles conceptuels, sémantique des rôles fonctionnels, sémantique procédurale, inférentialisme sémantique, sémantique inférentialiste) est une approche de la théorie du sens qui identifie le sens d'une expression à partir de sa relation avec d'autres expressions (généralement ses relations inférentielles avec d'autres expressions), par opposition au dénotationalisme, selon lequel les dénotations sont le type de signification fondamental.

## Aperçu
Georg Wilhelm Friedrich Hegel est considéré comme l'un des premiers partisans de ce que l'on appelle maintenant inférentialisme,. Il pensait que le fondement des axiomes et de la validité des inférences sont les bonnes conséquences et que les axiomes n'expliquent pas la conséquence. 
Dans sa forme actuelle, la sémantique des rôles inférentiels trouve son origine dans les travaux de Wilfrid Sellars.
Les partisans contemporains de l'inférentialisme sémantique incluent Robert Brandom,, Gilbert Harman, Paul Horwich et Ned Block.
Jerry Fodor a inventé le terme « sémantique des rôles inférentiels » pour le critiquer comme une approche holistique (c'est-à-dire essentiellement non compositionnelle) de la théorie du sens. La sémantique des rôles inférentiels est parfois opposée à la sémantique conditionnelle à la vérité.
L'inférentialisme sémantique est lié à l'expressivisme logique et à l'anti-réalisme sémantique. L'approche ressemble également aux récits de sémantique de la théorie de la preuve dans la sémantique formelle, qui associent le sens au processus de raisonnement.